# Kambodschanische Fußballnationalmannschaft
Die kambodschanische Fußballnationalmannschaft (Khmer ក្រុមបាល់ទាត់ជម្រើសជាតិកម្ពុជា) ist die Nationalmannschaft Kambodschas. Die Bilanz Kambodschas ist überwiegend negativ. Der höchste Sieg war 1966 ein 8:0 gegen den Nordjemen. In den 1970er Jahren schlug Kambodscha sogar Teams wie Japan und China, doch die Diktatur der Roten Khmer verhinderte weiteren Erfolg. Kambodscha ist es bisher noch nicht gelungen, sich für eine Fußball-Weltmeisterschaft zu qualifizieren. An der Fußball-Asienmeisterschaft nahm Kambodscha 1972 teil.

## Weltmeisterschaften
- bis 1953: als Nicht-FIFA-Mitglied nicht teilnahmeberechtigt
- 1954 bis 1994 – nicht teilgenommen
- 1998 – nicht qualifiziert
- 2002 – nicht qualifiziert
- 2006 – nicht teilgenommen
- 2010 bis 2026 – nicht qualifiziert

## Asienmeisterschaften
- 1956: nicht qualifiziert
- 1960 bis 1964: nicht teilgenommen
- 1968: nicht qualifiziert
- 1972: Vierter Platz
- 1976 bis 1996: nicht teilgenommen
- 2000: nicht qualifiziert
- 2004 bis 2007: nicht teilgenommen
- 2011 bis 2027: nicht qualifiziert

## ASEAN-Fußballmeisterschaft
- 1996 – Vorrunde
- 1998 – nicht qualifiziert
- 2000 – Vorrunde
- 2002 – Vorrunde
- 2004 – Vorrunde
- 2007 – nicht qualifiziert
- 2008 – Vorrunde
- 2010 – nicht qualifiziert
- 2012 – nicht qualifiziert
- 2014 – nicht qualifiziert
- 2016 – Vorrunde
- 2018 – Vorrunde
- 2021 – Vorrunde
- 2022 – Vorrunde
- 2024 – Vorrunde

## AFC Challenge Cup
- 2006 – Vorrunde
- 2008 – nicht qualifiziert
- 2010 – nicht qualifiziert
- 2012 – nicht qualifiziert
- 2014 – nicht qualifiziert

## Logohistorie

Früheres Verbandslogo

## Trainer
- Vladimír Mirka (1965–1967)
- Joachim Fickert (1996–2003)
- Som Saran (2003–2005)
- Scott O’Donnell (2005–2007, 2009–2010)
- Yoo Kee-heung (2007–2008)
- Prak Sovannara (2008–2009, 2012–2013, 2017–2018)
- Lee Tae-hoon (2010–2012, 2013–2017)
- Hok Sochetra (2012)
- Kazunori Ohara (2015)
- Leonardo Vitorino (2017)
- Félix Dalmás (2018–2021)
- Ryu Hirose (2021–2023)
- Félix Dalmás (2023–2024)
- Kōji Gyōtoku (seit 2024)

## Spielstätten
- Army Stadium (seit 1920)
- Olympiastadion Phnom Penh (seit 1964)
- Morodok Techo National Stadium (ab 2022)